# Људска права у Турској
Људска права у Турској су заштићена низом међународних уговора, који имају предност над домаћим законодавством, према члану 90. Устава из 1982. године. Међународни пакт о грађанским и политичким правима Турска је потписала тек 2000. године. Од данас, међутим, Турска је потписница 16 од 18 међународних уговора Уједињених нација о људским правима. Питање људских права је од великог значаја за преговоре са Европском унијом (ЕУ). Акутна питања људских права укључују посебно статус Курда у Турској. Курдско-турски сукоб изазвао је бројна кршења људских права током година. У земљи је у току дебата о праву на живот, мучењу, слободи изражавања, као и слободи вероисповести, окупљања и удруживања.
Турска фондација за људска права објавила је 2009. године два извештаја у којима су детаљно описана кршења људских права укључујући мучење, злостављање и изолацију малих група у затвору. Извештаји су документовали 419 смртних случајева у притвору у периоду од 15 година војне владавине, а само 2008. забележено је 39 смртних случајева у затвору. Под овластима за ванредно стање, појачано је сузбијање слободе медија са неколико новинара који су ухапшени и задржани у затворима, медијске куће затворене или преузете од стране државе због навода о тероризму, „антидржавним активностима“ и „оцрњивању турскости“ или „ вређање ислама”.
Турска и даље држи законе који се сматрају недемократским или ауторитарним, као што је забрана мањинама да стекну основно образовање на свом матерњем језику. Највећа мањина у земљи, Курди, који чине 15 одсто становништва, немају право на самоопредељење иако је Турска потписала Међународни пакт о грађанским и политичким правима. У марту 2017. Уједињене нације су оптужиле турску владу за „масовно уништавање, убиства и бројна друга озбиљна кршења људских права“ етничке курдске мањине.

## Посвећеност међународном праву људских права
Република Турска је преузела различите обавезе везане за људска права, од којих су неке изражене у турском уставу из 1982. године, чији други део гарантује „основна права и слободе“ као што су право на живот, безбедност личности и право на имовину. Поред тога, Турска је потписала низ уговора, приказаних испод:
| Међународни пакт о економским, социјалним и културним правима             | 15 август 2000 (с)                       |
| Међународни пакт о грађанским и политичким правима                        | 15 август 2000 (с) 23 септембар 2003 (р) |
| Опциони протокол уз Међународни пакт о грађанским и политичким правима    | 3 фебруар 2004                           |
| Легенда: с је за потписан закон; р је за ратификацију; а је за приступање |                                          |

| Конвенција о елиминацији свих облика дискриминације жена                     | 20 децембар 1985 (a)                      |
| Опциони протокол уз Конвенцију о елиминацији дискриминације жена             | 8 септембар 2000 (с), 29 октобар 2002 (р) |
| Конвенција Уједињених нација против транснационалног организованог криминала | 13 децембар 2000 (с), 25 март 2003 (р)    |
| Легенда: с је за потписан закон; р је за ратификацију; а је за приступање    |                                           |

| Европска конвенција о спречавању тортуре и нехуманог или понижавајућег поступања или кажњавања                                                          | 11.01.88 (с), 26.02.88 (р)    |
| Протокол бр. 1 уз Европску конвенцију за спречавање тортуре и нехуманог или понижавајућег поступања или кажњавања list2 = 10 мај 1995 (с), 17.09.97 (р) |                               |
| Протокол бр. 2 уз Европску конвенцију за спречавање тортуре и нехуманог или понижавајућег поступања и кажњавања                                         | 10 мај 1995 (с), 17.09.97 (р) |
| Конвенција против тортуре и других сурових, нехуманих или понижавајућих поступака или казни                                                             | 25.01.88 (с), 02.08.88 (р)    |
| Легенда: с је за потписан закон; р је за ратификацију; а је за приступање                                                                               |                               |

| Међународна конвенција против узимања талаца                                                | 15.08.89 (a)                       |
| Међународна конвенција о сузбијању терористичког бомбардовања                               | 20 мај 1999 (с), 30 мај 2002 (р)   |
| Међународна конвенција о сузбијању финансирања тероризма                                    | 27.09.01 (с), 28.06.02 (р)         |
| Међународна конвенција о сузбијању противправне заплене авиона                              | 16 децембар 1970 (с), 17.04.73 (р) |
| Међународна конвенција о спречавању и кажњавању злочина против међународних заштићених лица | 6 март 1998 (р)                    |
| Легенда: с је за потписан закон; р је за ратификацију; а је за приступање                   |                                    |

| Европска конвенција за заштиту људских права и основних слобода                           | 4 новембар 1950 (с), 18 мај 1954 (р) |
| Протокол уз Конвенцију за заштиту људских права и основних слобода                        | 20 март 1952 (с), 22.06.53 (р)       |
| Протокол бр.2 уз Европску конвенцију за заштиту људских права и основних слобода из 1950. | 6 мај 1963 (с), 25 март 1968 (р)     |
| Протокол бр.3 уз Европску конвенцију за заштиту људских права и основних слобода из 1950. | 6 мај 1963 (с), 25 март 1968 (р)     |
| Протокол бр.4 уз Европску конвенцију о заштити људских права и основних слобода из 1950.  | 19 октобар 1962                      |
| Легенда: с је за потписан закон; р је за ратификацију; а је за приступање                 |                                      |

| Протокол бр.5 уз Европску конвенцију за заштиту људских права и основних слобода из 1950. | 14 мај 1971 (с), 20 децембар 1971 (р) |
| Протокол бр.6 уз Европску конвенцију за заштиту људских права и основних слобода          | 15.01.03 (с)                          |
| Протокол бр.7 уз Европску конвенцију за заштиту људских права и основних слобода          | 14 март 1985                          |
| Протокол бр.8 уз Европску конвенцију за заштиту људских права и основних слобода          | 04.02.86 (с), 19.09.89 (р)            |
| Легенда: с је за потписан закон; р је за ратификацију; а је за приступање                 |                                       |

| Протокол бр. 9 уз Европску конвенцију о заштити људских права и основних слобода из 1950. године  | 6 новембар 1990 (с)          |
| Протокол бр. 10 уз Европску конвенцију о заштити људских права и основних слобода из 1950. године | 28.02.96 (с), 5 мај 1998 (р) |
| Протокол бр. 11 уз Европску конвенцију о заштити људских права и основних слобода из 1950. године | 28.02.96 (с), 5 мај 1998 (р) |
| Протокол бр. 12 уз Европску конвенцију о заштити људских права и основних слобода из 1950. године | 04.11.00 (с)                 |
| Легенда: с је за потписан закон; р је за ратификацију; а је за приступање                         |                              |

- Универзална декларација о људским правима потписана је 1949. године.
- Европска конвенција о људским правима (1954) ставља Турску под јурисдикцију Европског суда за људска права.

Турска је 1987. године прихватила право да се појединачно обрати Савету Европе (члан 25. Европске конвенције о људским правима), а 1990. признала је обавезну надлежност Европског суда за људска права према члану 46.
У октобру 2009. године Европска комисија за проширење на Европску унију потврдила је то у вези са Турском одређени напредак у поштовању међународног права људских права. Међутим, имплементација неких пресуда Европског суда за људска права које захтевају измене закона је нерешена већ неколико година. Потребни су даљи напори на јачању институционалног оквира за људска права, посебно у погледу успостављања независне институције за људска права и Омбудсмана.
Генерални секретар Савета Европе Торбјорн Јагланд је 18. октобра 2017. године позвао на ослобађање активиста за људска права заточених у Турској у телефонском разговору са турским министром правде Абдулхамитом Гулом.

### Европски суд за људска права
| Број пресуда које је донео Европски суд за људска права са најмање једном пресудом. Година није репрезентативна за ситуацију кршења људских права у тој години, јер случајеви могу да датирају много година уназад. |         |
| Година | Пресуда |
| 2001 | 169     |
| 2002 | 54      |
| 2003 | 76      |
| 2004 | 154     |
| 2005 | 270     |
| 2006 | 312     |
| 2007 | 319     |
| 2008 | 257     |
| 2009 | 341     |
| 2010 | 228     |
| 2011 | 159     |
| 2012 | 117     |
| 2013 | 118     |
| 2014 | 94      |
| 2015 | 79      |
| 2016 | 77      |
| 2017 | 99      |
| 2018 | 104     |
| 2019 | 96      |

Стање људских права у Турској дуго је и даље изазивало испитивање, како изнутра тако и споља. Према Министарству спољних послова, Турска је осуђена на 33 милиона евра у 567 различитих случајева између 1990. године—када је Турска ефективно дозволила појединачне пријаве Европском суду за људска права. Највише злоупотреба је учињено на југоистоку, у оквиру курдско-турског сукоба.
У 2007. години, против Републике Турске је поднето 2830 представки пред Европски суд за људска права, па је тако донета 331 мериторна пресуда којом је потврђено 319 повреда и 9 неповреда. Турска је 2008. године била на другом месту после Русије на листи земаља са највећим бројем случајева кршења људских права отворених пред Европским судом за људска права, са 9.000 нерешених случајева до августа 2008. године. У 2011. години, Европски суд за људска права је донео 159 пресуда у којима је утврђено кршење Турске, највише од било које земље, док је Русија била друга са 121 пресудом.
Између 1. новембра 1998. и 31. децембра 2008. Европски суд за људска права је примио 24.945 захтева из Турске. Прогласио је 2.237 случајева прихватљивим и 13.615 неприхватљивих. У исто време донето је 1.905 пресуда у којима је утврђено најмање једно кршење у 1.652 случаја. Иако готово да нема одлука у вези са чланом 14. Европске конвенције о људским правима (забрана дискриминације), многе пресуде у вези са чланом 2 (право на живот) и чланом 3 конвенције (забрана мучења) донете су из процедуралних разлога, а не из сведочећи о умешаности државних агенција. Према Европској комисији за проширење ЕУ, Турска је наставила да напредује у извршењу пресуда Европског суда за људска права. Сва новчана одштета је исплаћена на време, у укупном износу од 5,2 милиона евра у 2008. години.
Европски суд за људска права је саслушао девет предмета против Турске у вези са забраном политичких партија од стране Уставног суда Турске. У свим осим у једном случају (који се тиче Исламистичке Партије благостања), Европски суд је пресудио против одлуке о забрани, утврдивши да Турска крши чланове 10 и 11 Европске конвенције (слобода изражавања и слобода удруживања). Одлука Европског суда за људска права у вези са Партијом благостања критикована је због недостатка доследности са његовим другим одлукама, посебно од стране Хјуман рајтс воч.
Једном пресудом, Европски суд за људска права, Турска је осуђена на новчану казну од 103.000 евра због њених одлука о банди Јуксекова (познатој као „банда са униформама“), повезаној са тајном жандармеријском обавештајном јединицом ЈИТЕМ. Европски суд за људска права је такође 2006. године Турску осудио на новчану казну од 28.500 евра за убиство 72-годишњег курдског писца Мусе Антера 1992. године у Дијарбакиру из ЈИТЕМ-а. Други случајеви укључују пресуду Аккоц против Турске из 2000. године, која се односи на убиство синдикалисте; или случај Лоизидоу против Турске из 1996. године, који је поставио преседан у спору око Кипра, пошто је Европски суд за људска права наредио Турској да да финансијску компензацију особи протераној са стране Кипра под контролом Турске.
Европски суд за људска права је такође 2005. доделио курдској посланици Лејли Зани 9.000 евра од турске владе, сматрајући да је Турска прекршила њена права на слободно изражавање. Зана, коју је Амнести интернешенел признао као затвореника савести и коме је Европски парламент доделио награду Сахаров, била је у затвору 1994. године, наводно због тога што је била члан забрањене ПКК, али званично зато што је говорила курдски у јавности током њену посланичку заклетву.

## Право на живот
Право на живот може бити угрожено другим средствима осим смртном казном. Посебно је током 1990-их било много случајева вансудских погубљења, (политичких) убистава од стране неидентификованих починилаца и случајева „нестанка“.

### Смртна казна
Смртна казна се у Турској не спроводи од 1984. Турска је укинула казну за кривична дела у мирнодопско време 2002. и за сва кривична дела 2004. Казна је замењена тешком казном доживотног затвора. Према члану 9 Закона 5275 о извршењу казни ови затвореници се држе у појединачним ћелијама у затворима са високим степеном безбедности и дозвољено им је да вежбају у суседном дворишту један сат дневно.

### Вансудска погубљења
Године 1990. Amnesty International је објавио свој први извештај о вансудским погубљењима у Турској. У наредним годинама проблем је постао озбиљнији. Фондација за људска права Турске утврдила је следеће бројке о вансудским погубљењима у Турској за године од 1991. до 2001. године:
| 1991 | 1992 | 1993 | 1994 | 1995 | 1996 | 1997 | 1998 | 1999 | 2000 | 2001 |
| 98   | 283  | 189  | 129  | 96   | 129  | 98   | 80   | 63   | 56   | 37   |

Године 2001. специјални известилац УН-а за вансудска погубљења, по кратком поступку или самовољна погубљења, госпођа Асма Јахангир, представила је извештај о посети Турској. Извештај представља детаље о убиствима затвореника (26. септембра 1999, 10 затвореника убијено у затвору у Анкари; 19. децембра 2000, операција у 20 затвора покренута широм Турске резултирала је смрћу 30 затвореника и два жандарма).
За године 2000–2008 Удружење за људска права (ХРА) даје следеће бројке о сумњивим смртима/смртима у притвору/вансудском погубљењу/мучењу од стране плаћених сеоских чувара.
| 2000 | 2001 | 2002 | 2003 | 2004 | 2005 | 2006 | 2007 | 2008 |
| 173  | 55   | 40   | 44   | 47   | 89   | 130  | 66   | 65   |

### Неразјашњена убиства
Масовна кршења људских права у југоисточним и источним регионима Турске насељеним углавном Курдима током 1990-их имала су облик присилних нестанака и убистава од стране непознатих починилаца за које државни органи нису показивали спремност да реше. Удружење за људска права је 2009. године навело да је до краја 2008. године укупно 2.949 људи убијено од стране непознатих починилаца, а 2.308 особа је постало жртвама вансудских погубљења.
Парламентарна комисија за истраживање убистава непознатих починилаца основана је 1993. године и радила је око две године. Многи чланови су се жалили да им није пружена помоћ и да је њихов рад нарушен. Један члан комисије, Ејуп Ашик, изјавио је да је турски Хезболах стајао иза многих од ових убистава и додао да је држава имала три ефикасне руке у борби против тероризма: специјалне тимове, сеоске страже и Хезболах. Иако је био сведок око 80 акција Хезболаха у провинцији Адијаман, тадашњи министар унутрашњих послова је рекао да не постоји ништа под тим именом. То га је заузврат навело да верује да држава подржава Хезболах.
Хјуман рајтс воч је први пут позвао на истрагу веза између Хезболаха и снага безбедности 1992. године. У посебном извештају ХРВ је навео:
Током 1992. године дошло је до изузетно узнемирујућег пораста броја сумњивих смрти у југоисточној Турској. Непознати нападачи убили су стотине људи; многи од тих људи били су лидери или на одговорним позицијама у курдској заједници — лекари, адвокати, наставници, политички лидери, новинари, активисти за људска права, бизнисмени... Међу жртвама су били и активисти за људска права. Тринаест од сумњивих убистава од јануара 1992. починили су новинари.
Дневни лист „Заман” објавио је да је у периоду од 1987. до 2001. године у источном делу земље извршено укупно 2.914 политичких убистава, од којих 1.334 у зони одговорности полиције и 1.580 у зони жандармерије. и региони јужне источне Анадолије. Није разјашњено 457 убистава у полицијским областима и 1.291 у областима жандармерије.
Следеће бројке су представљене у годишњим извештајима ХРФТ-а између 1990. и 2001. године:
| Година | 1990 | 1991 | 1992 | 1993 | 1994 | 1995 | 1996 | 1997 | 1998 | 1999 | 2000 | 2001 |
| Жртве  | 11   | 31   | 362  | 467  | 423  | 166  | 113  | 65   | 45   | 52   | 13   | 24   |
| ------ | ---- | ---- | ---- | ---- | ---- | ---- | ---- | ---- | ---- | ---- | ---- | ---- |

Удружење за људска права (ХРА) представља следеће бројке за године од 1999. до 2008. године:
| Година | 1999 | 2000 | 2001 | 2002 | 2003 | 2004 | 2005 | 2006 | 2007 | 2008 |
| Жртве  | 212  | 145  | 160  | 75   | 50   | 47   | 1    | 20   | 42   | 29   |
| ------ | ---- | ---- | ---- | ---- | ---- | ---- | ---- | ---- | ---- | ---- |

Удружење за људска права Мазлумдер представило је бројке о убиствима од стране непознатих нападача и сумњивој смрти за године 2005. до 2008. године:
| Година   | 2005 | 2006 | 2007 | 2008 |
| Инцидент | 170  | 138  | 384  | 315  |
| Жртве    | 203  | 167  | 373  | 343  |
| -------- | ---- | ---- | ---- | ---- |

### Нестанци
У Турској је војна кампања против курдских сецесиониста у источној Анадолији била праћена бројним присилним нестанцима, што је такође довело до пресуда Европског суда за људска права о убиствима. Било је само неколико случајева „нестанка“ у Турској 1980-их, али велики број смртних случајева у притвору. За 1990-те било је супротно, када је број људи који су „нестали” након што су их агенти држава брзо убијали, растао једни друге.
Године 1998. Радна група УН-а за присилне или недобровољне нестанке објавила је Извештај о посети Турској два члана Радне групе од 20. до 26. септембра 1998. године. У њему је између осталог наведено:
Већина нестанака односила се на особе курдског етничког порекла и догодила се у провинцијама Дијарбакир и Сирт, у југоисточној Анадолији, где се оружане и безбедносне снаге боре против ПКК и где је на снази ванредно стање. Неки од пријављених нестанака догодили су се у Анталији, Измиру и Истанбулу. Већина случајева је пратила исти образац: нестале особе су наводно ухапшене у својим домовима под оптужбом да припадају ПКК и одведене у полицијску станицу, али су власти касније одбиле њихово притварање.
У свом извештају од 18. децембра 2001. године, специјални известилац УН-а за вансудска, пократка или произвољна погубљења, госпођа Асма Јахангир, написала је: Док се број случајева отмица или „нестанака“ смањио у последњих неколико година, у време Посета специјалног известиоца оваквих инцидената је и даље било, посебно у удаљеним областима југоисточне Турске, и постојала је дубока забринутост због недавног нестанка две особе.
На неким местима на Интернету се може наћи листа која се приписује ХРА (али не и на сајту ХРА). Речено је да је првобитна листа садржала 839 имена, али да је додавањем додатних имена листа на крају обухватила 1.251 име. У ревидираној листи која покрива само време између 1980. и 1999. Хелмут Обердиек је достигао бројку од 818 случајева „нестанка“ у Турској.
Суботње мајке (организација) су одржавале недељне протесте против „нестанака“ између маја 1995. и 1999. године. Морали су да обуставе акцију 13. марта 1999. године након 200. недеље, због интензивног притиска, притвора и злостављања. У марту 2009. суботње мајке су поново покренуле акцију.

## Мучења
Широко распрострањену и систематску употребу мучења у Турској први је приметио Amnesty International након турског државног удара 1971. године. Све до 2002. године организација је наставила да говори о систематској тортури у Турској. Гинтер Ферхојген, комесар за проширење Европске уније, отишао је у Турску у септембру 2004. и тврдио је да мучење више није систематска пракса у Турској. Удружење за људска права (ХРА) протестовало је против ове оцене и указало на недавне бројке и дефиниције систематске тортуре Европског комитета за превенцију тортуре и Комитета УН против тортуре.
Чини се да су инциденти тортуре у порасту од 2005. године. Према октобарском извештају Председништва за људска права премијера (ХРП), број случајева тортуре и окрутног поступања пријављених у првих шест месеци ове године премашио је број пријављених у првој половини 2007. ХРП је известио да је у у првој половини године, 178 особа пријавило је окрутно поступање, а 26 пријавило мучење, у односу на 79 пријава окрутног поступања и 17 пријава мучења у истом периоду 2007. године. У извештају о напретку из новембра 2008. Европска комисија је навела, „повећан је број пријава невладиним организацијама у вези са случајевима тортуре и злостављања, посебно ван службених места притвора, посебно током хапшења, трансфера или у отворено без регистрованог притвора... Недостаје брза, непристрасна и независна истрага о наводима о кршењу људских права од стране припадника снага безбедности.“ У годишњем извештају за 2009. Амнести интернешенел је навео: „Извештаји о мучењу и другим стварима“. злостављање је порасло током 2008. године, посебно изван званичних притворских места, али и у полицијским станицама и затворима.“ У свом Годишњем прегледу за 2012, Freedom from Torture, добротворна организација која ради са преживелима жртвама тортуре, навела је да је добротворна организација примио је 79 упута појединаца из Турске за клиничко лечење и друге услуге.

### Смрт у притвору
Важна карактеристика периода након војне интервенције 12. септембра 1980. године било је непоштовање права на живот и пораст случајева тортуре и смрти услед тортуре. ХРФТ је објавио два извештаја о смрти у притвору (14 и 15 година од преузимања војске) у којима је представљена листа од 419 смртних случајева у притвору (за 15 година) уз сумњу да је разлог можда била мучење. Још 15 смртних случајева приписано је штрајковима глађу, док је медицински занемаривање наведено као разлог за 26 смрти. На основу ове листе Хелмут Обердиек је саставио ревидирану листу за 20 година (од 12. септембра 1980. до 12. септембра 2000) и закључио да је у 428 случајева мучење могло бити разлог смрти затвореника. Само у 2008. Турска фондација за људска права пријавила је 39 смртних случајева у затвору. У неким случајевима је било укључено и мучење. У 2012. години, двојица затворских чувара и један званичник осуђени су на доживотну казну затвора због мучења активисте Енгина Чебера, што је прва таква пресуда у историји Турске.

### Затворски услови
Турска је више пута критикована због лоших услова у затворима, а посебно због тога што није решила проблем пренасељености. Након турског државног удара 1980. политички затвореници којима је суђено на војним судовима држани су у војним затворима и стога су били подвргнути војној дисциплини. Затвореници су били обавезни да учествују у свакодневним прозивкама, певању маршева и вежби на отвореном. Конкретно, војни затвори Дијарбакир и Мамак (потоњи у Анкари) постали су озлоглашени по рутинским премлаћивањима која су пратила покушаје да се уведе војна дисциплина међу цивилима. Поред тога, такозвана „инаугурална премлаћивања“ су институционализована у скоро свим затворима у Турској.
У 2008. години настављени су наводи о злостављању у затворима и током трансфера. Изолација малих група и даље је проблем у затворском систему за особе оптужене или осуђене за политички мотивисана кривична дела. Турска фондација за људска права је регистровала 39 смртних случајева у затвору.
У марту 2020. године, након животно угроженог стања у затворима током пандемије КОВИД-19, влада Турске је обавестила да припрема нацрт за ослобађање 100.000 затвореника. Међутим, Амнести интернешенел, заједно са неколико других организација, изјавили су да су и даље забринути за новинаре и бранитеље људских права, који ће, према владиној политици, остати иза решетака.

## Слобода вероисповести
Иако је њено становништво претежно муслиманско, Турска тврди да је секуларна земља према члану 24 турског устава. Две главне исламске струје у Турској су сунити и алевити. У Турској Алеви су мањина, која се процењује на 17 процената муслиманског становништва.
Верска настава је обавезна у основном и средњем образовању (члан 24. Устава). Углавном се предаје сунитска теологија. Влада надзире муслиманске верске објекте и образовање преко своје Управе за верске послове, која је у надлежности премијера. Директоријум регулише рад 77.777 регистрованих џамија у земљи и запошљава локалне и покрајинске имаме, који су државни службеници. Сунитске имаме именује и плаћа држава. Алевити се моле у цемевису. „Џемевлери“ (места окупљања) немају правни статус богомоља у држави. Међутим, општине Кушадаси и Тунчели су 2008. године донеле одлуку да се Алеви џевлери сматрају богомољама.
Тачни подаци о неисламском становништву у Турској нису доступни. Неки извори процењују хришћанско становништво између три и пет посто. Њихове заједнице углавном постоје у Истанбулу са јерменским и грчко-православним хришћанима; у југоисточној Турској могу се наћи друге групе попут Сиријаца и Језида (синкретистичка вера). У великим градовима постоје јеврејске и друге заједнице као што су Јеховини сведоци. Према Уговору из Лозане само су јерменска, грчка и јеврејска заједница признате као мањине.
Према организацији за људска права Мазлумдер, војска је оптужила појединце за недостатак дисциплине за активности које укључују обављање муслиманске молитве или брак са женама које су носиле мараме. У децембру 2008. Генералштаб је издао 24 отказа, од којих се пет односило на наводни исламски фундаментализам.

## Слобода изражавања
Члан 26. Устава гарантује слободу изражавања. Чланови 27. и 28. Устава гарантују „слободу изражавања” и „несметано ширење мисли”. Став 2 члана 27 потврђује да се „право на ширење не користи у циљу промене одредаба чланова 1, 2 и 3 [Устава]“, дотични чланови који се односе на унитарну, секуларну, демократску и републичку природа државе.
Закон 765 (стари кривични закон) који је ступио на снагу 1. марта 1926. ограничио је слободу изражавања, упркос неколико амандмана. Закон 5237 који је заменио стари кривични закон 1. јуна 2005. године сачувао је неколико одредби које ограничавају слободу мисли и изражавања. Бројни посебни закони као што су Закон 5816 (прекршаји сећања на Ататурка), Закон о штампи и Закон о политичким партијама такође ограничавају слободу изражавања.
Седамдесетих и осамдесетих година прошлог века најчешће су коришћени чланови 141 (чланство у комунистичким организацијама), 142 (комунистичка или сепаратистичка пропаганда) и 163 (чланство или пропаганда антисекуларних организација) Закона 765 (Турски кривични закон, ТПЦ). да казни мирну опозицију. Закон 3713 о борби против тероризма (или Закон о борби против тероризма, АТЛ) ступио је на снагу 12. априла 1991. године. Укинуо је ове одредбе, али је задржао део члана 142 ТПЦ у члану 8 АТЛ. Новинари, политичари, заштитници људских права и синдикалци осуђени су по овој одредби, често само зато што су користили реч „Курдистан“.
Након што је Европски суд за људска права донео више од 100 пресуда у којима је утврђено кршење члана 10 Европске конвенције о људским правима, донете су неке измене постојећег законодавства. Члан 8 АТЛ је укинут Законом 4928 од 30. јула 2003. Други често коришћени члан 312/2 ЗКП (подстицање на мржњу и непријатељство) је измењен Законом 4744 од 9. фебруара 2002. Нова верзија је сузила употребу овог закона. Члан увођењем услова „ако би подстрекавање могло да угрози јавни ред“. Нове формулације (и казне) за такав „преступ“ сада су садржане у члану 216. Закона 5237. Реченица да пука критика не би требало да буде кажњива према члану 159. Закона 765 (оцрњивање Турчинства, Републике или Велике народне скупштине). Турска) је додат тексту закона, иако је то већ утврђено у судској пракси. „Прекршај“ је сада описан у члану 301. Закона 5237.
Након оштрих критика невладиних организација и европских институција, члан 301 је поново измењен 30. априла 2008. Изменама је уведен услов да се добије дозвола од министра правде за покретање кривичне истраге. Хјуман рајтс воч је 26. јула 2017. известио да је током протекле године стотине продајних места затворено или преузето под овлашћењем ванредног стања. Више од 160 новинара и медијских радника сада је у затвору или притвору прије суђења, наводи турска невладина организација за надзор медија П24.
Након усвајања измена и допуна члана 301, турски судови су до септембра 2008. године проследили министру правде 257 предмета на претходно одобрење. Министар је прегледао 163 случаја и одбио је да одобри поступање у 126 случајева. Министар правде је овластио наставак кривичних истрага у 37 случајева. Ово укључује један случај који је покренут након изјаве турског писца о јерменском питању убрзо након убиства турског новинара јерменског порекла Хранта Динка.
Остале законске одредбе које ограничавају слободу изражавања укључују чланове 215, 216 и 217 Турског кривичног закона, који инкриминишу прекршаје против јавног реда, и Закон о борби против тероризма који су примењени за кривично гоњење и осуду оних који изражавају ненасилна мишљења о курдским питањима.
Употреба турског писма је прописана законом, што одражава историјски прелаз са арапског на латинично писмо.
Према извештају Хјуман рајтс воча за 2019, Турска има максималан број затворених новинара. У фебруару 2018. године истакнути новинари Ахмет Алтан, Мехмет Алтан и Назли Иличак осуђени су на доживотну казну затвора без условног отпуста по оптужбама за купопродају.
Дана 3. јула 2020. године, у суђењу високог профила, турски суд осудио је почасног председника Амнести интернешенела у Турској Танера Килића на шест година и три месеца затвора, оптужујући га да је члан терористичке организације. Бивши директор организације Идил Есер такође је осуђен на две године и месец дана, заједно са члановима Гуналом Курсуном и Озлемом Далгираном, по истим оптужбама. Група за људска права је негирала све оптужбе. Организације за људска права су тврдиле да је држање особа оптужених за кривична дела тероризма у продуженом притвору и даље широко коришћено у Турској и изразиле су забринутост да ће то постати облик казне по кратком поступку.
Хјуман рајтс воч је 21. фебруара 2022. известио да је Озтурк Туркдоган, копредседавајући Удружења за људска права (Турска), кривично гоњен због свог легитимног рада на пољу људских права. Тужиоци у Анкари припремили су три оптужнице против Туркдогана у једном месецу за говоре и изјаве које не заговарају насиље. Полиција је 19. марта 2021. накратко привела Туркдогана из његове куће и одузела му лаптоп и телефон. Касније је пуштен уз забрану путовања.

### Слобода медија
Према Комитету за заштиту новинара, влада АКП је спровела једну од највећих реконструкција слободе медија у свету. Многи новинари су ухапшени уз оптужбе за „тероризам“ и „антидржавне активности“ као што су случајеви Ергенекон и Баљоз, док су хиљаде истражене по оптужбама као што су „оцрњивање турског“ или „вређање ислама“ у покушају да се посеју -цензура. У 2017. години, Комитет за заштиту новинара је идентификовао 81 затвореног новинара у Турској који су сви директно задржани због њиховог објављеног рада (прво место у свету у 2017, са више новинара у затвору него у Иран, Еритреја или Кина); док је 2015. године идентификовано девет музичара затворених због свог рада (треће место у тој години после Русије и Кине). У 2015. години Фридом Хаус је турске медије оценио као неслободне. Парламентарна скупштина Савета Европе је у својој резолуцији „Функционисање демократских институција у Турској“ 22. јуна 2016. године упозорила да „недавни догађаји у Турској у вези са слободом медија и изражавања, ерозијом владавине права и Кршења људских права у вези са антитерористичким безбедносним операцијама на југоистоку Турске су (...) покренула озбиљна питања о функционисању њених демократских институција.“
Турске власти су 29. априла 2017. блокирале онлајн приступ Википедији на свим језицима широм Турске. Ограничења су наметнута у контексту чистки које су уследиле након покушаја државног удара, неколико недеља након значајног уставног референдума, и након селективнијег делимичног блокирања садржаја Википедије претходних година. Након забране, Џими Вејлс, оснивач Википедије, није позван на Светску изложбу градова у Истанбулу од 15. до 18. маја. Турски професор права Јаман Акдениз проценио је да је Википедија једна од око 127.000 веб локација које су блокирале турске власти. Процењује се да је 45 процената Турака заобишло интернет блокове, у једном или другом тренутку, користећи виртуелну приватну мрежу (ВПН). Дана 15. јануара 2020. приступ је почео постепено да се обнавља, након што је Уставни суд пресудио да је забрана прекршила слободу изражавања, 991 дан након што је блокада почела.

### Решење пуча 2016
Након покушаја државног удара у Турској 2016, влада председника Реџепа Тајипа Ердогана прогласила је ванредно стање и започела идеолошку чистку владе и цивилног друштва. Влада је за пуч окривила свог бившег савезника Гуленов покрет и прогласила га терористичком организацијом крајем 2015. Чистку су критиковали на међународном нивоу, укључујући високог комесара УН-а за људска права Зеида Раад Ал Хусеина и америчког државног секретара Џона Керија, који је такође осудио покушај државног удара. Критичари су рекли да турска влада користи терористичку припадност као претварање за сузбијање неслагања и кажњавање политичких противника Ердогана уопште.
Влада је навела повезаност са Гуленовим покретом или Радничком партијом Курдистана (која се такође наводи као терористичка организација) као разлог за отпуштања и хапшења. Чистка је резултирала отпуштањем десетина хиљада државних службеника, укључујући хиљаде полицајаца и наставника. Хапшења су укључила хиљаде припадника војске; око трећине судија у земљи; курдски активисти, градоначелници, гувернери и чланови парламента, посебно они који су повезани са ХДП-ом (који се противио пучу); и новинари. Више од 50.000 људи је ухапшено, а преко 160.000 отпуштено са посла. Угашене су разне телевизијске станице, радио станице, новине, часописи, издавачке куће, а десетине хиљада пасоша су одузете. Много пажње међународних медија и међународних дипломатских преговора уследило је након хапшења десет бранитеља људских права у јулу 2017. године, који су постали међународно познати као Истанбул 10. Википедија је била блокирана у Турској између априла 2017. и јануара 2020.

### Приговор савести
Тренутно не постоји одредба о приговору савести. Члан 72. турског Устава каже: „Национална служба је право и дужност сваког Турчина. Начин на који ће се ова служба обављати, или сматрати извршеном, било у оружаним снагама или у јавној служби, регулише се законом." Ово би у принципу омогућило невојну алтернативу. Турска, Белорусија и Азербејџан су једине европске земље које нису увеле законе о приговору савести.
У јануару 2006, Европски суд за људска права је пресудио да је Турска прекршила члан 3 Европске конвенције о људским правима који забрањује понижавајуће поступање у предмету који се односи на Османа Мурата Улкеа, првог приговарача савести који је затворен због свог приговора. Други приговарач савести, Мехмет Тархан, осуђен је на четири године затвора од стране војног суда 2005. године због одбијања да служи војни рок, али је касније пуштен у марту 2006. Међутим, он је и даље осуђеник и биће ухапшен на лицу места. У повезаном случају, турски суд је судио новинару Перихану Магдену и ослободио га је због подршке Тархану и заговарања приговора савјести као људског права.
Од 1989. године 74 особе су одбиле да служе војни рок у Турској. Само шесторици од њих је суђено због приговора савести или упућено у војну јединицу у коју су распоређени након заробљавања. Могу бити кажњени према члану 63. турског војног кривичног закона због избегавања војне службе. Службеници који привлаче пажњу медија или објављују чланке о одбијању служења војног рока могу такође бити кажњени казном затвора од шест месеци до две године према члану 318 Кривичног закона Турске због „удаљавања људи од оружаних снага“. 2004. године уведен је нови Кривични законик (Закон бр. 5237). Према претходном Кривичном законику, „отуђење лица из оружаних снага“ било је кажњиво по члану 155 сличном казном затвора.
Неки припадници верских деноминација који својим припадницима забрањују ношење оружја, посебно Јеховини сведоци, такође су одбили да служе војни рок. Чланови Јеховиних сведока редовно су осуђивани на затворске казне по члану 63 Кривичног закона због избегавања служења војног рока. Последњих година, Јеховиним сведоцима је, како се извештава, редовно дозвољено да обављају ненаоружану војну службу у оквиру оружаних снага. Они су то испоштовали. Мухамед Сердар Делице, млади муслиман, изјавио је свој приговор савести на служење војног рока 2011. године и тврдио да је његов приговор заснован на његовој муслиманској вери. Након што је одслужио неколико месеци у Оружаним снагама, тврдио је да је доживео мешање без поштовања у његову верску праксу, као и индоктринацију о тродеценијском рату Турске са курдским побуњеницима. Већина Курда су муслимани.
Укључени су и други случајеви затвора:
- Халил Савда: Осуђен на 21,5 месец затвора.
- Мехмет Бал: Више пута је затваран 2002, 2003. и 2008. године. Наводно је претучен у затвору.[27]

Савет Европе и Уједињене нације редовно су позивали Турску да правно призна право на приговор савести. У марту 2004. Парламентарна скупштина Савета Европе је изјавила да: „Упркос геостратешком положају Турске, Скупштина захтева да Турска призна право на приговор савести и уведе алтернативну цивилну службу.“ У септембру 2009. турска штампа је известила да је турска штампа известила о томе да турска влада разматра стварање прописа у вези са приговарачима савести. Према амандману који је планиран по том питању, они који одбијају да служе војни рок више неће бити принудно позивани у војску док су у притвору и моћи ће да их брани адвокат док им се суди. Они ће такође моћи да имају користи од Закона о условној осуди.

### Цитати о слободном мишљењу у Турској
- Амнести интернешенел: „Бранитељи људских права, писци, новинари и други били су неправедно гоњени према неправедним законима и подвргнути арбитрарним одлукама судија и тужилаца. Судови су се такође понашали непропорционално када су затварали веб-странице на основу објављених ставки. Људи који су износили различита мишљења остали су ризика, са појединцима којима прети насиље од стране непознатих појединаца или група. У више случајева обезбеђени су полицијски телохранитељи."
- Хјуман рајтс воч: „Критичка и отворена дебата је порасла, чак и док се ограничења слободе говора настављају.“[28]
- Стејт департмент САД: „Влада је ограничила слободу изражавања употребом уставних ограничења и бројних закона, укључујући чланове кривичног закона који забрањују увреде владе, државе, „турске нације“ или институција и симбола република. Ограничења слободе изражавања су се односила на Интернет, а судови и независни одбор наложили су телекомуникационим провајдерима да блокирају приступ веб локацијама у приближно 1.475 наврата."[29]
- Европска унија: „Постојао је одређени напредак у напорима да се ојачају заштитне мере за слободу изражавања, што је приоритет Приступног партнерства. Међутим, само доследна евиденција имплементације ће показати да ли је ревидирани члан адекватан или не.„

## Слобода окупљања
Члан 34. Устава из 1982. (са изменама и допунама 17. октобра 2001) каже: „Свако има право да одржава ненаоружане и мирне скупове и демонстрационе маршеве без претходне дозволе“. Ограничења се могу уводити само из разлога националне безбедности и јавног реда, или спречавања чињења злочина, јавног здравља и јавног морала или ради заштите права и слобода других. Члан 3 Закона 2911 о демонстрацијама и скуповима предвиђа: „Свако има право да одржи ненаоружано и мирно окупљање без претходне дозволе.“  Ипак, Амнести Интернатионал је 2009. године навео да је право на слободу мирног окупљања ускраћено и службеници за спровођење закона употребили су прекомерну силу да би растерали демонстрације.
Смртни случајеви услед прекомерне полицијске силе током демонстрација имају дугу историју у Турској. То укључује:
- Масакр на тргу Таксим 1. маја 1977, број погинулих варира између 34 и 42
- Додатне жртве на 1. мај Празник рада (сви у Истанбулу):
- 1989: 1 особа убијена
- 1996: Убијена 3 демонстранта.
- прославе Новруза ; обично на или око 21. марта сваке године
- Новруз 1991: Убијена 31 особа. Годишњи извештај Турске фондације за људска права (ХРФТ) наводи да је један демонстрант убијен у Нусаибину.
- Новруз 1992: На свечаностима погинула је најмање 91 особа у три града на југоистоку, Џизре, Ширнак и Нусајбин, и 9 других у другим деловима региона, а према Хјуман рајст вочу, „све или скоро све жртве су резултат непровоцираних, непотребни и неоправдани напади турских снага безбедности на мирне курдске цивилне демонстранте.
- Новруз 1993: Три особе су убијене у Адани и Батману.
- Сахрана Ведата Ајдина у Дијарбакиру јуна 1991. године, убијено је 15 људи. Годишњи извештај ХРФТ наводи да је убијено седам демонстраната.
- Током демонстрација у Дигору поводом 9. годишњице почетка оружане борбе ПКК 15. августа 1984. убијено је 15 демонстраната.
- 20 људи је погинуло у Газију и кварту Истанбула 1. маја током немира који су започели пуцњавом у кафићу који су посећивали Алевити.
- Сахрана милитаната ПКК крајем марта 2006: 13 људи је убијено у Дијарбакиру и другим местима.[30]

## Слобода удруживања
Закон предвиђа слободу удруживања. Према закону, лица која организују удружење не морају претходно да обавештавају органе власти, али удружење мора да обавести пре него што ступи у контакт са међународним организацијама или добије финансијску подршку из иностранства и мора да достави детаљну документацију о таквим активностима.
Уставом се потврђује право радника да се синдикално формирају „без прибављања дозволе“ и „да имају право да се учлане у синдикат и да слободно иступе из чланства“ (члан 51). Чланови 53 и 54 потврђују право радника на колективно преговарање и на штрајк.
До марта 2008. било је забрањено укупно 26 политичких партија, од којих су две пред Уставним судом (место где се такве одлуке доносе) основане 25. априла 1962. године. Ова бројка не укључује 18 политичких партија које су биле забрањене непосредно након државног удара 1980. и распуштене 16. октобра 1981. Велика народна скупштина Турске је 19. јуна 1992. усвојила Закон 2533 којим се дозвољава поновно отварање ових партија.
Фондација за друштвена, економска и политичка истраживања (ТЕСАВ) има детаљне информације о затварању политичких партија. Они наводе десет политичких партија (уместо две) које су затворене пре оснивања Уставног суда.
1. Основане политичке странке затворене пред Уставним судом:
| Бр. | Назив (срп)                   | Назив (tr)                | основане   | затворене  | место    |
| --- | ----------------------------- | ------------------------- | ---------- | ---------- | -------- |
| 1   | Демократска партија           | Demokrat Parti            | 07.01.1946 | 29.09.1960 | Анкара   |
| 2   | Странка сељака и сељака       | Çiftçi ve Köylü Partisi   | 24.04.1946 | 02.06.1946 | Бурса    |
| 3   | Турска социјалистичка партија | Türkiye Sosyalist Partisi | 14.05.1946 | 1952       | Истанбул |
| 4   | Национална партија            | Millet Partisi            | 20.07.1948 | 27.01.1954 | Анкара   |
| 5   | Демократска радничка партија  | Demokrat İşçi Partisi     | 26.09.1950 | 1950       | Истанбул |
| 6   | Владајућа странка             | Güden Partisi             | 14.07.1951 | 1951       | Истанбул |
| 7   | Исламска демократска партија  | İslam Demokrat Partisi    | 01.08.1951 | 1952       | Истанбул |
| 8   | Отаџбинска партија            | Vatan Partisi             | 22.10.1954 | 1966       | Истанбул |
| 9   | Мала партија                  | Ufak Parti                | 23.05.1957 | 1957       | Ерзурум  |
| 10  | Партија једнакости            | Müsavat Partisi           | 13.02.1961 | 1961       | Истанбул |

2. Политичке странке затворене од стране Уставног суда
| Бр. | Назив (срп)                           | Назив (tr)                        | основане   | затворене  | место |
| --- | ------------------------------------- | --------------------------------- | ---------- | ---------- | ----- |
| 1   | Радничка партија Турске               | Türkiye İşçi Partisi              | 13.02.1961 | 20.07.1971 |       |
| 2   | Радничко-сељачка странка              | İşçi – Çiftçi Partisi             | 30.03.1961 | 15.10.1968 |       |
| 3   | Турска прогресивна идеална странка    | Türkiye İleri Ülkü Partisi        | 06.05.1969 | 29.06.1971 |       |
| 4   | Велика Анадолијска Партија            | Büyük Anadolu Partisi             | 05.11.1969 | 19.12.1972 |       |
| 5   | Партија националног поретка           | Milli Nizam Partisi               | 26.01.1970 | 20.05.1971 |       |
| 6   | Турска радничка партија               | Türkiye Emekçi Partisi            | 12.02.1975 | 08.05.1980 |       |
| 7   | Партија благостања                    | Refah Partisi                     | 19.07.1983 | 16.01.1998 |       |
| 8   | Турска Комфортна Партија              | Türkiye Huzur Partisi             | 22.07.1983 | 25.10.1983 |       |
| 9   | социјалистичка партија                | Sosyalist Parti                   | 01.02.1988 | 10.07.1992 |       |
| 10  | Зепена партија                        | Yeşiller Partisi                  | 06.06.1988 | 10.02.1994 |       |
| 11  | Народна партија                       | Halk Partisi                      | 20.12.1989 | 24.09.1991 |       |
| 12  | Партија обнове                        | Diriliş Partisi                   | 26.03.1990 | 18.02.1997 |       |
| 13  | Уједињена комунистичка партија Турске | Türkiye Birleşik Komünist Partisi | 04.06.1990 | 16.07.1991 |       |
| 14  | Народна лабуристичка партија          | Halkın Emek Partisi               | 07.06.1990 | 14.07.1993 |       |
| 15  | Партија социјалистичке уније          | Sosyalist Birlik Partisi          | 15.01.1991 | 19.07.1995 |       |
| 16  | Партија слободе и демократије         | Özgürlük ve Demokrasi Partisi     | 19.10.1992 | 23.11.1993 |       |
| 17  | Социјалистичка партија Турске         | Sosyalist Türkiye Partisi         | 06.11.1992 | 30.11.1993 |       |
| 18  | Демократска партија                   | Demokrat Parti                    | 12.12.1992 | 13.09.1994 |       |
| 19  | Демократска партија                   | Demokrasi Partisi                 | 07.05.1993 | 16.06.1994 |       |
| 20  | Партија демократије и промена         | Demokrasi ve Değişim Partisi      | 03.04.1995 | 19.03.1996 |       |
| 21  | Радничка партија                      | Emek Partisi                      | 25.03.1996 | 14.02.1997 |       |
| 22  | Демократска масовна странка           | Demokratik Kitle Partisi          | 03.01.1997 | 26.02.1999 |       |
| 23  | Партија врлине                        | Fazilet Partisi                   | 18.12.1997 | 22.06.2001 |       |
| 24  | Партија народне демократије           | Halkın Demokrasi Partisi          | 11.05.1994 | 13.03.2003 |       |
| 27  | Партија демократског друштва          | Demokratik Toplum Partisi         | 09.11.2005 | 12.12.2009 |       |

За број удружења, синдиката, политичких партија и културних центара који су угашени или извршили рацију, Удружење за људска права је изнело следећу цифру за године 1999-2008:
|           | 1999 | 2000 | 2001 | 2002 | 2003 | 2004 | 2005 | 2006 | 2007 | 2008 |
| --------- | ---- | ---- | ---- | ---- | ---- | ---- | ---- | ---- | ---- | ---- |
| Затварање | 169  | 130  | 146  | 127  | 47   | 13   | 5    | 6    | 13   | 11   |
| Рације    | 266  | 156  | 216  | 83   | 88   | 35   | 7    | 48   | 36   | 103  |

## Етничка права
Иако је Турска земља огромне етничке, језичке и верске разноликости – дом не само Турака, Курда и Јермена, већ и, између осталих, Алевита, Езида, Асираца, Лаза, Каферија, Рома, Грка, Кавказаца и Јевреја, историја државе је једна од тешких репресија над мањинама у име национализма.
Према члану 66 турског устава, „свако ко је везан за турску државу везом држављанства је Турчин“. Устав потврђује принцип недељивости турске нације, националне државе и уставног држављанства које није засновано на етничкој припадности. Сходно томе, реч "турски" правно се односи на све грађане Турске, иако индивидуално тумачење може бити ограниченије. По уставу нема мањинских права јер су сви грађани Турци. Овај уставни члан занемарује основна права етничких и верских мањина. Иако је Уговор из Лозане, пре проглашења Републике, гарантовао нека права немуслиманским мањинама, Турска је у пракси признала само Јермене, Грке и Јевреје као мањине и искључила друге немуслиманске групе, као што су Асирци и Језиди, из статус мањине и ова права. Залагање за заштиту права мањина може довести до судског гоњења пошто бројне одредбе турског закона забрањују стварање мањина или наводно постојање мањина, као што је члан 81. Закона о политичким партијама.

### Курди
Након распада Отоманског царства након Првог светског рата и успостављања Републике Турске 1923. године, нека курдска племена, која су још увек била феудалне (власничке) заједнице на челу са поглавицама (агха), постала су незадовољна одређеним аспектима Ататуркове реформе које имају за циљ модернизацију земље, као што су секуларизам (побуна шеика Саида, 1925) и земљишна реформа (побуна Дерсим, 1937–1938), и инсцениране оружане побуне које су угушене војним операцијама.
Радничку партију Курдистана (коју су Турска, Сједињене Државе, Европска унија и НАТО прогласиле терористичком организацијом) основала је 1978. група курдских милитаната на челу са Абдулахом Оџаланом, тражећи оснивање независне, марксистичко-лењинистичке државе у региону, који је требало да буде познат као Курдистан. Првобитни разлог који је ПКК навео за ово је угњетавање Курда у Турској. Побуна у пуном обиму почела је 1984. године, када је ПКК објавила устанак Курда. Од почетка сукоба погинуло је више од 40.000 људи, од којих су већина били турски Курди. Након хапшења и затварања Абдулаха Оџалана 1999. године, ПКК је модификовала своје захтеве у једнака права за етничке Курде и покрајинску аутономију унутар Турске.
Због велике популације Курда, узастопне владе су на изражавање курдског идентитета гледале као на потенцијалну претњу турском јединству, што је осећај који се погоршао од оружане побуне коју је покренула ПКК 1984. Једна од главних оптужби културна асимилација долази од историјског потискивања курдског језика од стране државе. Курдске публикације настале током 1960-их и 1970-их угашене су под разним правним изговорима. Након војног удара 1980. године, курдски језик је званично забрањен у владиним институцијама.
Између 1959. и 2011. године, Европски суд за људска права осудио је Турску за хиљаде кршења људских права над Курдима. Многе пресуде се односе на случајеве као што су смрт цивила у бомбардовању из ваздуха, мучење, присилно расељавање, уништена села, произвољна хапшења, убијени и нестали Курди новинари, активисти и политичари.
Од 2002. године, као део својих реформи усмерених на интеграцију у Европску унију и под притиском да унапреди права Курда, Турска је донела законе који дозвољавају курдски радио и телевизијско емитовање, као и могућност приватног курдског образовања. Године 2010. започео је мастер ниво, а 2011. године и постдипломски универзитетски програм и основан је Одсек за курдски језик и књижевност на државном Универзитету Мардин Артуклу.
У августу 2009. турска влада је вратила курдско име једном курдском селу и разматрала је могућност да се верске проповеди одржавају на курдском језику у руралним селима као део реформи како би се одговорило на притужбе етничке мањине и унапредила њена кандидатура за ЕУ.
Више од 4.000 Курда је ухапшено 2011. године, укључујући десетине новинара и политичара. У Дијарбакиру су се догодила масовна суђења локалним посланицима, градоначелницима, академицима и активистима за људска права. Стотине Курда остају у истражном затвору, неки од њих више месеци.
У јануару 2013. турски парламент је усвојио закон који дозвољава употребу курдског језика у судовима, али са ограничењима. Закон је усвојен гласовима владајуће АКП и прокурдске опозиционе странке за права БДП, против критика секуларистичке странке и националистичке МХП, при чему су посланици МХП и ЦХП скоро дошли у сукоб са посланицима БДП-а због закон. Упркос њиховој подршци у парламенту, БДП је био критичан према законској одредби да ће окривљени плаћати трошкове превода и да се закон примењује само на изговорену одбрану на суду, али не и на писмену одбрану или претпретресну одбрану. истрага. Према једном извору закон није у складу са стандардима ЕУ. Заменик премијера Турске Бекир Боздаг одговорио је на критике закона са обе стране рекавши да ће бити плаћене накнаде оптуженима који не говоре турски језик. од стране државе, док ће они који говоре турски, а више воле да говоре у суду на другом језику, морати сами да плате таксу. Европски комесар за проширење Штефан Филе поздравио је нови закон.
У фебруару 2013, турски премијер Реџеп Тајип Ердоган рекао је током састанка са муслиманским лидерима јавног мњења да има „позитивне ставове“ о имамима који држе проповеди на турском, курдском или арапском језику, према језику који се најчешће говори међу посетиоцима џамије. Овај потез добио је подршку курдских политичара и група за људска права.

### Језици мањина
Упркос побољшању језичких права мањина у Турској, једини језик наставе у образовном систему је турски језик. Мањински језици су незаконити за употребу као главни језици у образовању. Мањинама је дозвољено да уче своје језике само као споредни предмет у приватним и јавним образовним институцијама. Све до реформи које су започеле 2002. године, постојала су законска ограничења за објављивање на језицима мањина, осим на грчком, јерменском и хебрејском, који су језици мањина који су званично признати Уговором из Лозане. Од септембра 2002. и те мањине имају право да воде приватне курсеве на којима се предаје било који језик који се говори у Турској. Неке од курдских курсева су њихови власници затворили 2005. године због ограничења и незаинтересованости. Међутим, од 2010. године, постојали су активни курсеви курдског језика за мање предмете са све већим бројем ученика. Државни универзитет Мардин Артуклу је 2010. године започео мастер програм курдског језика и књижевности („Курдологија“). Универзитет Дикле, још један турски државни универзитет у Дијарбакиру, почео је да одржава курсеве курдског језика у јуну 2011. године. У септембру 2011. године на Универзитету Мардин Артуклу отворен је први додипломски одсек за курдски језик и књижевност у Турској. Према речима заменика ректора универзитета, ово је била не само прва универзитетска катедра на ову тему у Турској, већ и прва у целом свету.
Невладине организације су позвале Турску да усвоји дефиниције Европске повеље о регионалним или мањинским језицима. Ако би Турска постала потписница овог споразума, морала би да прихвати и субвенционише образовање мањина на матерњем језику, и то најмање током целог периода обавезног образовања. До данас је 21 држава чланица Савета Европе од 49 приступила ратификацији.
Државна турска радио-телевизија од јула 2003. емитује кратке програме на бројним језицима мањина, укључујући босански, арапски, кабардијски и курдски. Правни основ је била Уредба о језику радио и телевизијских програма из децембра 2002. године. У почетку су ТВ програми били ограничени на 45 минута дневно; радио програми су имали ограничење од 60 минута дневно. У јуну 2006. укинута су ограничења за музичке и филмске програме на језицима мањина.

## Други видови дискриминације

### Жене
Тридесетих година 20. века Турска је постала једна од првих земаља у свету која је дала пуна политичка права женама, укључујући право да бирају и буду биране на локалном нивоу (1930) и широм земље (1934). Због тога је измењен Устав.
Члан 10. турског устава забрањује сваку дискриминацију, државну или приватну, на основу пола. Турска је 1995. године изабрала жену за премијерку Тансу Чилер. То је такође прва земља која је имала жену, Тулај Тугцу, за председницу свог Уставног суда. Поред тога, Државни савет Турске, врховни суд за административне предмете, такође има жену судију Сумру Цортоглу као своју председницу. Међутим, заступљеност жена у политичким телима и телима која доносе одлуке је ниска. У Великој народној скупштини Турске проценат жена је 9,1 (17,3 одсто је просек у свету). Године 1975. тај проценат је био 10,9, а 2006. 16,3. Само 5,58 одсто градоначелника су жене, а у целој Турској постоји један гувернер (међу 81) и 14 локалних гувернера.
Од 1985. године, Туркиње имају право да слободно врше абортусе у првих 10 недеља трудноће и право на лекове за контрацепцију које плаћа социјално осигурање. Измене Грађанског законика из 1926. дале су право женама да иницирају и добију развод; право још увек није признато на Малти, земљи ЕУ.
Ипак, у регионима Источне и Југоисточне Анадолије, старији ставови преовлађују међу локалним курдским, турским и арапским становништвом, где се жене и даље суочавају са насиљем у породици, присилним браковима и такозваним убиствима из части. У циљу борбе против овога, влада и разне друге фондације су ангажоване у образовним кампањама у југоисточној Анадолији како би се побољшала стопа писмености и ниво образовања жена.
Критичари су 2008. године истакли да је Турска постала главно тржиште за стране жене које међународна мафија наговара и на силу доводи у земљу да раде као сексуалне робиње, посебно у великим и туристичким градовима.
Анкета Турске Асоцијације предузетница из 2008. показала је да скоро половина градских Туркиња верује да је економска независност жена непотребна, што одражава, по мишљењу психолога Лејле Наваро, наслеђе патријархата.

### Деца
Дечји рад је мањи, али још увек присутан проблем у Турској. Упркос умереном напретку Владе у елиминисању дечијег рада и његових најгорих облика, деца се највећим делом и даље баве пољопривредним активностима. У 2013. години, Министарство рада САД је известило да 2,6% (што одговара око 320.000 деце) деце узраста од 5 до 14 година ради, и да се 57% њих налази у пољопривредном сектору, 15% у индустријском сектору и 27% у услуге. Иако рад ове деце остаје сезонски, чињеница да се дечији рад још увек јавља делимично је последица чињенице да пољопривредна предузећа са веома ограниченом радном снагом не подлежу закону Владе. У децембру 2014. године, Списак робе произведене дечјим или принудним радом Департмана пријавио је 8 роба произведених искључиво дечијим радом у Турској. Већина ових производа су пољопривредна добра укључујући памук, ким, лешнике, кикирики, махунарке и шећерну репу.
У марту 2021, извештај који је објавила Турска фондација за људска права тврди да је више од 3.000 студената претрпело кршење права током протеста и демонстрација у Турској између 2015. и 2019. године.

### Сексуалност
Хомосексуални сексуални односи између одраслих особа по пристанку приватно нису злочин у Турској. Доб за пристанак и за хетеросексуални и за хомосексуални секс је осамнаест година. С друге стране, кривични законик има нејасно формулисане забране „јавног егзибиционизма“ и „преступа против јавног морала“ које се понекад користе за дискриминацију ЛГБТ заједнице. Од 2006. Турска нити има закон који дозвољава хомосексуалцима да ступе у брак, нити има закон против дискриминације турске ЛГБТ заједнице. Ламбда Истанбул, ЛГБТ организација основана 1996. године, распуштена је у мају 2008. након одлуке суда. Тужилаштво је тврдило да су његови циљеви противни „закону и моралу“, али је Хјуман рајтс воч критиковао ту одлуку, тврдећи да је затворена само из процедуралних разлога. Дана 28. новембра 2008. Врховни апелациони суд је поништио одлуку суда у Истанбулу којом је наложено затварање организације солидарности лезбијки, хомосексуалаца, бисексуалаца и трансродних особа, Ламбда Истанбул.
Хомосексуалци имају право на изузеће од служења војног рока, ако то затраже, само ако је њихово „стање“ потврђено медицинским и психолошким тестовима, што често подразумева представљање понижавајућег, експлицитног доказа хомосексуализма и анални преглед.
Дискриминација ЛГБТ особа у Турској је широко распрострањена. Према истраживању истраживачког центра Пев из 2013. године, 78% турских испитаника сматра да хомосексуалност није прихваћена у друштву.
Убиство Ебру Сојкан, истакнуте трансродне активисткиње за људска права, 10. марта 2009, „показује континуирану климу насиља засновану на родном идентитету против које би власти требало хитно да предузму кораке“, рекао је Хјуман рајтс воч 13. марта 2009. Новински извештаји и чланови турске групе за људска права рекли су да је нападач избо ножем и убио Ебру (28) у њеној кући у центру Истанбула. Чланице Ламбда Истанбул, која се залаже за права лезбијки, хомосексуалаца, бисексуалних, трансродних и транссексуалних (ЛГБТТ) особа, изјавиле су да је Ебру у последњих месец дана тражила од Тужилаштва заштиту од човека који ју је претукао у више наврата и претио да ће је убити. Ламбда Истанбулу је речено да је пре неколико недеља полиција привела човека, али га је два сата касније пустила. Исти човек је под полицијским притвором као и осумњичени за убиство.
Хјуман рајтс воч је 21. маја 2008. године објавио извештај од 123 странице који документује дугу и континуирану историју насиља и злостављања на основу сексуалне оријентације и родног идентитета у Турској. Такође је спровео више од 70 интервјуа током трогодишњег периода, документујући како се геј мушкарци и трансродне особе суочавају са премлаћивањем, пљачкама, полицијским узнемиравањем и претњом убиством. Интервјуи су такође разоткрили физичко и психичко насиље са којима се лезбијке и бисексуалне жене и девојке суочавају у својим породицама. Организација је утврдила да је у већини случајева одговор власти неадекватан, ако не и непостојећи.

### Грађани са инвалидитетом
Конвенцију УН о правима особа са инвалидитетом Република Турска је потписала 30. марта 2007. Конвенција је разматрана у ТБММ-у (Велика национална скупштина Турске) 8. маја 2008. године, а ратификована је 3. децембра 2008. године. У јулу 2005. године усвојен је Закон 5378 о особама са инвалидитетом.
У једном конкретном случају, група за заступање особа са менталним инвалидитетом под називом Mental Disability Rights International критиковала је третман ментално оболелих у извештају под називом „Иза затворених врата: Кршење људских права у психијатријским установама, сиротиштима и центрима за рехабилитацију Турске“. Као резултат ове критике, највећа турска психијатријска болница, Психијатријска болница Бакиркој у Истанбулу, укинула је употребу „немодификованих“ ЕЦТ процедура.

### Расизам
Аналитичари су указали (2010) на пораст расизма и говора мржње у Турској, укључујући против Јермена и Јевреја. У извештају се каже: „Ако неко прође кроз штампу у Турској, лако би се нашли случајеви расизма и говора мржње, посебно као одговор на жалосни покољ и патњу у Гази. То су случајеви у којима више не постоји разлика између критиковања и осуђујући дела Израела и стављајући Јевреје на линију ватре“.

### Религија
Злостављање верских мањина је уобичајен проблем у Турској и понекад га санкционише државно руководство. Хришћани, на пример, живе у страху од прогона и пате од дискриминаторних закона који немуслиманима стављају у неповољнији положај у поређењу са муслиманском већином у земљи.
Међу дискриминисаним верским мањинама у Турској су и Алеви, чија је „муслиманство“ још увек непотврђено. Као резултат националне и владине политике, њихова верска права су такође ограничена и у многим случајевима су прогоњена верска мањина.

### Злочини из мржње
Током 2008. године дошло је до пораста „злочина из мржње“ у Турској који потичу од расизма, национализма и нетолеранције. Упркос одредбама Устава и закона, до сада није било осуђујућих пресуда за злочин из мржње, било због расизма или дискриминације. Од почетка 2006. године у Турској је извршен низ убистава над припадницима етничких или верских мањина или различите сексуалне оријентације или друштвеног сексуалног идентитета. Члан 216. турског кривичног закона предвиђа општу забрану јавног изазивања људи на мржњу и гађење.
Чини се да Турска није поприште великих или отворених испољавања расизма према појединцима у најстрожем смислу те речи. Међутим, изгледа да је један од главних изазова са којима се Турска суочава на пољу забринутости Европске комисије против расизма и нетолеранције потреба да се помири снажан осећај националног идентитета и жеља да се очува јединство и интегритет државе са право различитих мањинских група у Турској да изразе сопствени осећај етничког идентитета, на пример кроз одржавање и развој језичких и културних аспеката тог идентитета.

## Интерно расељена лица
Око милион људи је расељено из градова и села на југоистоку Турске током 1980-их и 1990-их као резултат побуњеничких акција Курдистанске радничке партије (ПКК) и политике борбе против побуњеника турске владе.
Удружење миграната за друштвену сарадњу и културу (ГОK-ДЕР) основано је у Истанбулу 1997. године. Огранци су касније основани у Дијарбакиру, Вану и Хакарију. ГОK-ДЕР је пет пута тужен због својих активности. Четири од њих окончана су ослобађајућом пресудом. Један случај којим се захтева затварање ГОK-ДЕР још увек је у току након што је Касациони суд поништио одлуку Судског суда бр. 1 у Дијарбакиру да се удружење не учлани. Овај суд мора поново да саслуша предмет и заказао је следеће рочиште за 2. фебруар 2010. године.
У јулу 2008. Бешир Аталаj, министар унутрашњих послова, одговорио је на захтев заменика Шевкета Кесеа. Он је рекао да се 314.000 људи пријавило за помоћ како би се вратили у своје село. До маја 2008. 151.469 људи вратило се у своја села у 14 провинција. Исплаћено им је око 530 милиона турских лира.
Дана 12. априла 2006, истраживача Џонатана Сагдена ухапсила је полиција у Бинголу, док је вршио истраживање на претежно курдском југоистоку земље о могућностима повратка интерно расељених лица и злостављањима која су наводно укључивала турску жандармерију и наоружану државу локалне одбрамбене јединице зване „сеоске страже”. Сутрадан је депортован у Лондон.

## Права радника
Уставом се потврђује право радника да се синдикално формирају „без прибављања дозволе“ и „да имају право да се учлане у синдикат и да слободно иступе из чланства“ (члан 51). Чланови 53 и 54 потврђују право радника на колективно преговарање и на штрајк. Закон забрањује штрајкове државних службеника, јавних радника ангажованих на заштити живота и имовине, радника у рударској и нафтној индустрији, санитарним службама, одбрани државе, банкарству и образовању; међутим, многи радници у овим секторима су уопште некажњено спроводили штрајкове кршећи ова ограничења. Закон захтева да синдикат, да би постао агент за преговарање, мора представљати 50 одсто плус један од запослених на датом радном месту и 10 одсто свих радника у тој конкретној индустрији. Закон о раду забрањује синдикалним лидерима да постану службеници или на други начин обављају дужности у политичким партијама и да раде за или буду укључени у рад било којег профитног предузећа. Већина стручњака за рад у земљи процјењује да је отприлике 20 посто плате и платни радници у радној снази били су синдикални.
Закон о раду из 2003. године успоставио је 45-часовну радну недељу, забранио је дискриминацију на основу пола, вере или политичке припадности и право на надокнаду у случају отказа без ваљаног разлога. Такође је налагало да радно време дневно не може бити дуже од 11 сати.
Турска има стандардни државни пензиони систем заснован на европским моделима од 1930-их. Штавише, Турска од 1999. године има државни систем осигурања за случај незапослености, уведен Законом 4447 који је обавезан за све пријављене раднике.